# Le Brise-glace
Pour la salle de concert à Annecy, voir Le Brise Glace.
Pour l’article homonyme, voir Brise-glace.
Pour plus de détails, voir Fiche technique et Distribution.
Le Brise-glace (cyrillique : Ледокол, romanisation : Ledokol, littéralement « Brise-glace ») est un film catastrophe russe réalisé par Nikolaï Khomeriki, sorti en 2016. Il s'agit de l'adaptation d'événements réels survenus sur le brise-glace Mikhaïl Somov, piégé par les glaces pendant 133 jours en dérive forcée au large de l'Antarctique en 1985.

## Synopsis
Au milieu du printemps 1985, la route du brise-glace Mikhaïl Gromov croise celle d'un énorme et puissant iceberg. Voulant éviter une collision fatale, le navire est pris dans les glaces et doit entamer une dérive forcée au large de l'Antarctique. L'équipage est à cran : un froid terrible règne tandis que le carburant touche à sa fin. Il leur est impossible de quitter le brise-glace sous peine de mourir de froid ou de se perdre. Le commandant du brise-glace (Piotr Fiodorov) n'a pas le droit à l'erreur. La moindre mauvaise décision peut les mener à la mort en se faisant écraser par les lourdes glaces.
L'équipage passe 133 jours dans l'isolement et le froid extrême en attendant du secours.

## Fiche technique
Sauf indication contraire, les informations mentionnées dans cette section peuvent être confirmées par la base de données cinématographiques IMDb,  présente dans la section « Liens externes ».
- Titre original : Ледокол
- Titre international : The Icebreaker
- Titre français : Le Brise-glace
- Réalisation : Nikolaï Khomeriki
- Scénario : Alekseï Onichtchenko, avec la participation d'Andreï Zolotariov[2]
- Musique : Tuomas Kantelinen
- Décors : Denis Bauer[2]
- Costumes : Tatiana Dolmatovskaïa
- Photographie : Fiodor Liass
- Montage : Ivan Lebedev
- Production : Sergueï Kozlov et Vassili Soloviev

Production déléguée : Alexandre Kozlov et Igor Tolstounov
- Sociétés de production : Profit ; Cinema Foundation et NTV (coproductions)
- Société de distribution : Nashe Kino
- Pays d'origine :  Russie
- Langue originale : russe
- Format : couleur
- Genre : catastrophe, drame
- Durée : 120 minutes
- Date de sortie :
  - Russie : 20 octobre 2016

## Distribution
- Piotr Fiodorov (VF : Jean-François Cros) : Andreï Petrov
- Sergueï Puskepalis (VF : Olivier Cordina) : Valentin Sevtchenko
- Alexandre Pal (VF : Bastien Bourlé) : Nikolaï Koukouchkine
- Vitaliy Khaïev (VF : Gérard Darier) : Bannik
- Alexeï Barabach (VF : Thierry Kazazian) : Anatoli Eremeïev
- Olga Filiminova (VF : Monika Lawinska) : Liouda
- Anna Mikhalkova : Galina
- Dmitri Mouliar (VF : Frédéric Popovic) : Vladimir Safonov
- Alexandre Yatsenko : Tsimbalisty
- Dmitri Podnozov (VF : Georges Caudron) : Dolgov
- Boris Kamorzine : Beliaïev
- Alexandre Oblassov : Liova
- Margarita Bytchkova : Nina
- Stanislav Riadinski : Boris Zorkine
- Igor Khripounov : Tikhonov
- Anatoli Khropov : Tchernogortsev

## Production

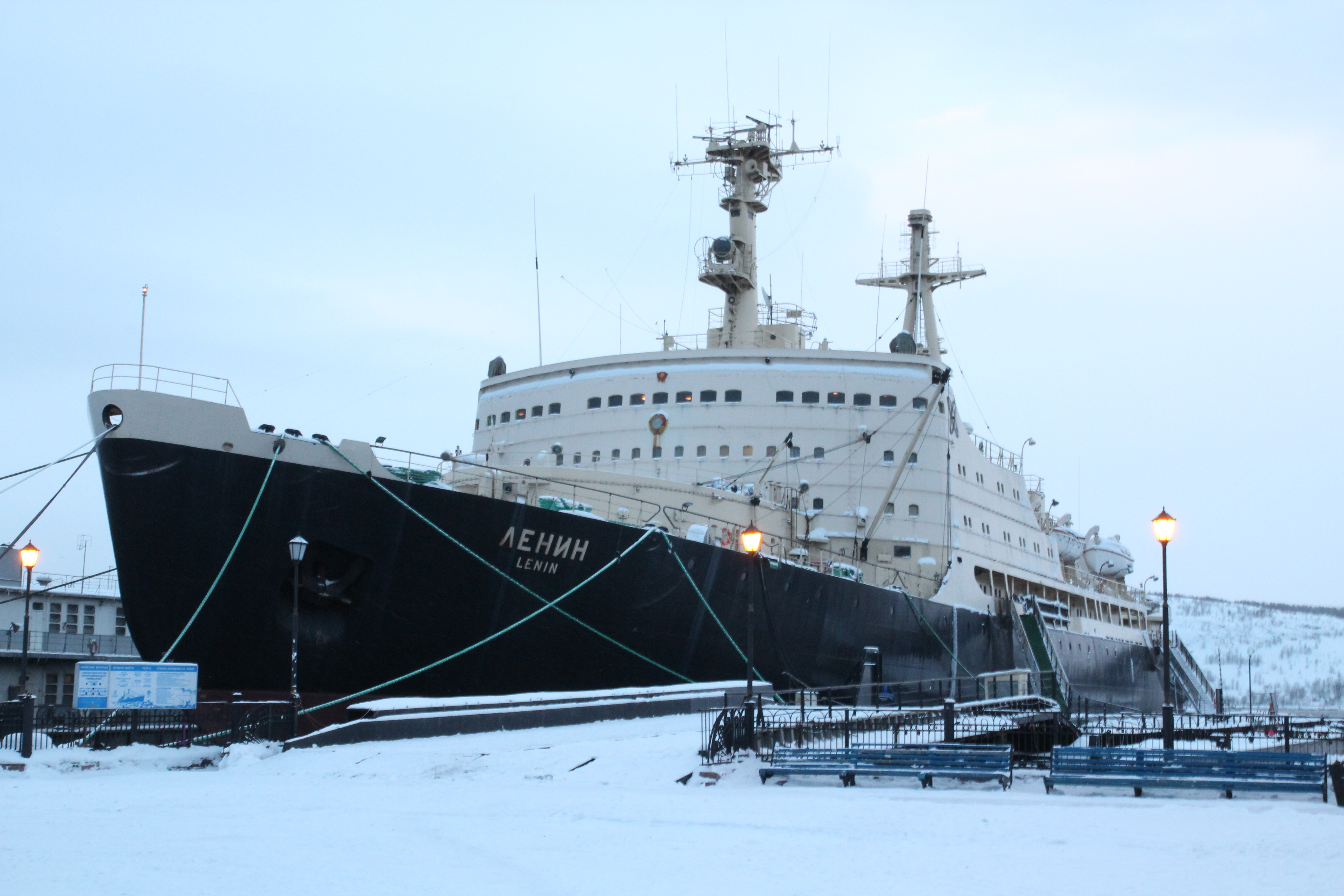
Le brise-glace à propulsion nucléaire « Lénine », en 2013.

Le tournage a lieu à Mourmansk, Saint-Pétersbourg, Sébastopol et dans les montagnes du Kola-Khibiny sous des conditions météorologiques extrêmes pendant trois mois et demi. Le brise-glace à propulsion nucléaire « Lénine » est utilisé pour figurer celui du film. Ce navire est maintenant transformé en bateau musée dans le port de Mourmansk.

## Accueil

### Sorties et festival
Le film est sorti le 20 octobre 2016. Le premier week-end, il dépasse le box-office russe, battant Jack Reacher: Never Go Back d'Edward Zwick et rapportant 127,3 millions de roubles.
En France, il est présenté le 10 novembre 2016 au festival « Regards de Russie » à Paris.

### Critiques
Le site russe Film.ru qualifie le film « de lourd et non passionnant » et le Kommersant le décrit « intelligent, solide et limpide sur des hommes coincés dans la glace ».